# John Wilkes Booth
John Wilkes Booth (Bel Air, 10 de maio de 1838 — Port Royal, 26 de abril de 1865) foi um ator de teatro norte-americano, que assassinou o presidente Abraham Lincoln, em 14 de abril de 1865. Membro de uma proeminente família teatral de Maryland, Booth tornou-se um ator conhecido na década de 1860. Simpatizante dos Confederados, era veemente em seus protestos contra Lincoln e fortemente contrário à abolição da escravidão nos Estados Unidos.
Booth e um grupo de conspiradores planejavam inicialmente sequestrar Lincoln, mas devido a mudanças na agenda do presidente, decidiram por assassiná-lo juntamente com o vice-presidente Andrew Johnson e o secretário de estado William H. Seward, numa tentativa de ajudar a causa dos Confederados. Apesar de o Exército da Virgínia do Norte, comandado por Robert E. Lee, ter-se rendido quatro dias antes, Booth acreditava que a Guerra Civil Americana ainda não havia terminado, porque as forças do general confederado Joseph E. Johnston ainda lutavam contra o Exército da União.
Dos conspiradores, apenas Booth foi bem sucedido na execução de sua parte no plano ao atirar contra o presidente, que morreu na manhã seguinte. Seward ficou gravemente ferido, mas recuperou-se. O vice-presidente Johnson não sofreu ataque.
Após o assassinato, Booth fugiu a cavalo para o sul de Maryland, chegando a uma fazenda no norte da Virgínia 12 dias depois, onde foi localizado. Mesmo após a rendição de seu comparsa, Booth resistiu à prisão e acabou sendo baleado por Boston Corbett, um soldado da União, após o celeiro em que ele estava escondido ser incendiado. Oito outros conspiradores ou suspeitos foram julgados e condenados, quatro deles enforcados pouco depois.

## Biografia

### Primeiros anos e antecedentes
Os pais de Booth, o notável ator shakespeariano britânico Junius Brutus Booth e sua amante Mary Ann Holmes, mudaram-se da Inglaterra para os Estados Unidos em junho de 1821. Eles adquiriram uma fazenda de 150 acres próximo a Bel Air, no Condado de Harford, em Maryland, onde John Wilkes Booth nasceu, em uma casa de madeira de quatro cômodos, em 10 de maio de 1838, sendo o nono de dez filhos. Ele recebeu este nome em homenagem ao político radical inglês John Wilkes, um parente distante. Adelaide Delannoy Booth, esposa de Junius, alegou o adultério do marido para conseguir se divorciar em 1851. Em 10 de maio desse mesmo ano, quando John completou 13 anos de idade, Junius casou-se legalmente com Mary Ann. Ainda em 1851, Junius iniciou a construção da Tudor Hall, na propriedade de Harford para servir de residência de verão para a família, enquanto mantinha uma residência de inverno na Exeter Street, em Baltimore.

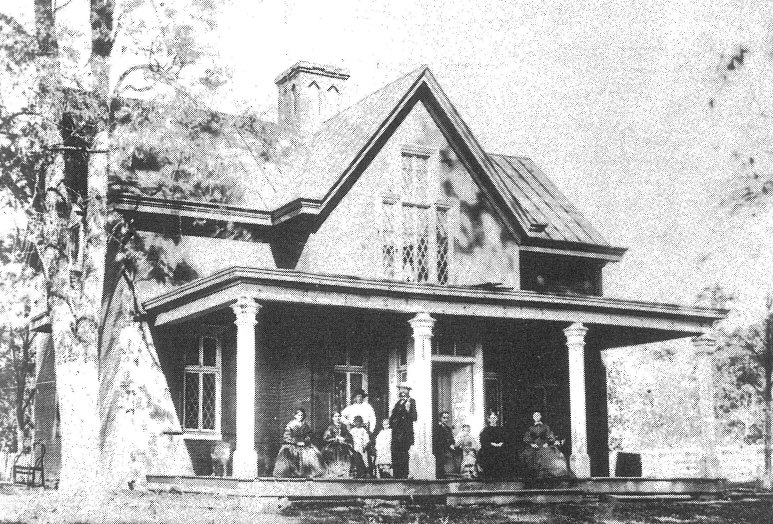
"Tudor Hall" em 1865.

Atlético e popular, o jovem Booth era hábil na equitação e na esgrima. Estudante por vezes indiferente, ele frequentou a  Bel Air Academy, e foi descrito por seu diretor como "não deficiente em inteligência, mas não inclinado a aproveitar as oportunidades educacionais oferecidas a ele. A cada dia ele ia e voltava da fazenda para a escola, interessando-se mais com o que acontecia pelo caminho do que em chegar a tempo para as aulas". Entre 1850 e 1851, frequentou a Milton Boarding School for Boys, um internato Quaker localizado em Sparks, no Condado de Baltimore. Em 1852, ele e seu irmão Joseph iniciaram estudos na St. Timothy Hall, uma academia militar episcopal em Catonsville, também em Baltimore. Se na Milton School os alunos recitavam obras de autores clássicos, como Cícero, Heródoto e Tácito, em St. Timothy eles usavam uniformes militares e eram submetidos a um regime de exercícios diários e a uma disciplina rigorosa. Booth abandonou os estudos aos 14 anos, após a morte de seu pai.
Enquanto ainda frequentava a Milton School, Booth conheceu uma cigana quiromante que teria previsto um destino sombrio para ele, uma vida grande e curta e "encontraria um mau fim". Sua irmã recordava que Booth escreveu a previsão e mostrou-a à sua família e a outros e discutia, posteriormente, muitas vezes esta sina em momentos de melancolia.
Durante sua infância, não havia no ambiente familiar uma prática religiosa definida. Sua mãe seguia a Igreja Episcopal (uma província eclesiástica da Comunhão Anglicana) e seu pai foi descrito como um espírito livre, aberto aos grandes ensinamentos de todas as religiões. Em 23 de janeiro de 1853, aos 14 anos de idade, Booth foi batizado na Igreja Protestante Episcopal de St. Timothy. Embora John e sua família fossem tradicionalmente episcopais, surgiram após sua morte diversas fontes afirmando que ele teria se convertido ao Catolicismo Romano.
Aos 16 anos de idade, Booth interessava-se por teatro e política, e tornou-se o delegado de Bel Air na campanha de Henry Winter Davis, candidato do partido anti-imigração Know Nothing nas eleições de 1854 para o Congresso. Desejando seguir os passos de seu pai e de seus irmãos atores, Edwin e Junius Brutus Jr., ele começou a praticar dicção diariamente nos bosques ao redor da Tudor Hall e a estudar Shakespeare.

## Carreira teatral

### Década de 1850

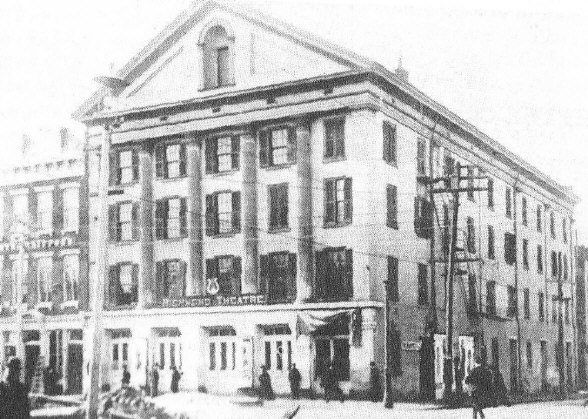
O Teatro Richmond à época das apresentações de John Booth (1858).

Em 14 de agosto de 1855, aos 17 anos, Booth fez sua estreia nos palcos, no Baltimore's Charles Street Theatre, interpretando o papel de conde de Richmond na peça Ricardo III, de Shakespeare. O anúncio de que o filho do grande Junius Brutus Booth estaria em cena foi o suficiente para lotar o teatro. Entretanto, o inexperiente ator ficou paralisado diante do público, gaguejando e errando suas falas, o que lhe rendeu uma estrondosa vaia. Depois disso, ele também passou a atuar com frequência no Baltimore's Holliday Street Theater, de propriedade de John T. Ford. Em 1857, Booth integrou o elenco do Arch Street Theatre, na Filadélfia, onde atuou por uma temporada inteira. A seu pedido, foi utilizado o pseudônimo "J.B. Wilkes" nos cartazes e programas, para evitar comparações com outros membros de sua famosa família. Segundo Jim Bishop, autor do livro "The Day Lincoln was Shot", Booth "tornou-se um escandaloso ladrão de cena, mas atuava com um entusiasmo tão grande que o público o idolatrava". Em fevereiro de 1858, ele atuouem "Lucrezia Borgia" no Arch Street Theatre. Na noite de abertura, ele foi tomado pelo medo do palco e errou sua fala. Em vez de apresentar-se dizendo, "Madame, eu sou Petruchio Pandolfo", ele gaguejou "Madame, eu sou Pondolfio Pet—Pedolfio Pat—Pantuchio Ped—; droga! Quem sou eu?", levando o público às gargalhadas.
Mais tarde nesse ano, Booth interpretou o papel de um índio americano, Uncas, numa peça encenada em Petersburg, Virgínia, e em seguida passou a integrar o elenco fixo do Teatro Richmond, onde tornou-se cada vez mais popular por suas enérgicas performances. Em 05 de outubro de 1858, Booth interpretou o papel de Horácio em "Hamlet", ao lado de seu irmão mais velho Edwin no papel-título. Após a apresentação, Edwin levou o Booth mais novo à ribalta e perguntou ao público: "Eu acho que ele saiu-se bem, não é?" Em resposta, o público aplaudiu-o de pé e gritou: "Sim! Sim!" Ao todo, Booth realizou 83 apresentações em 1858.

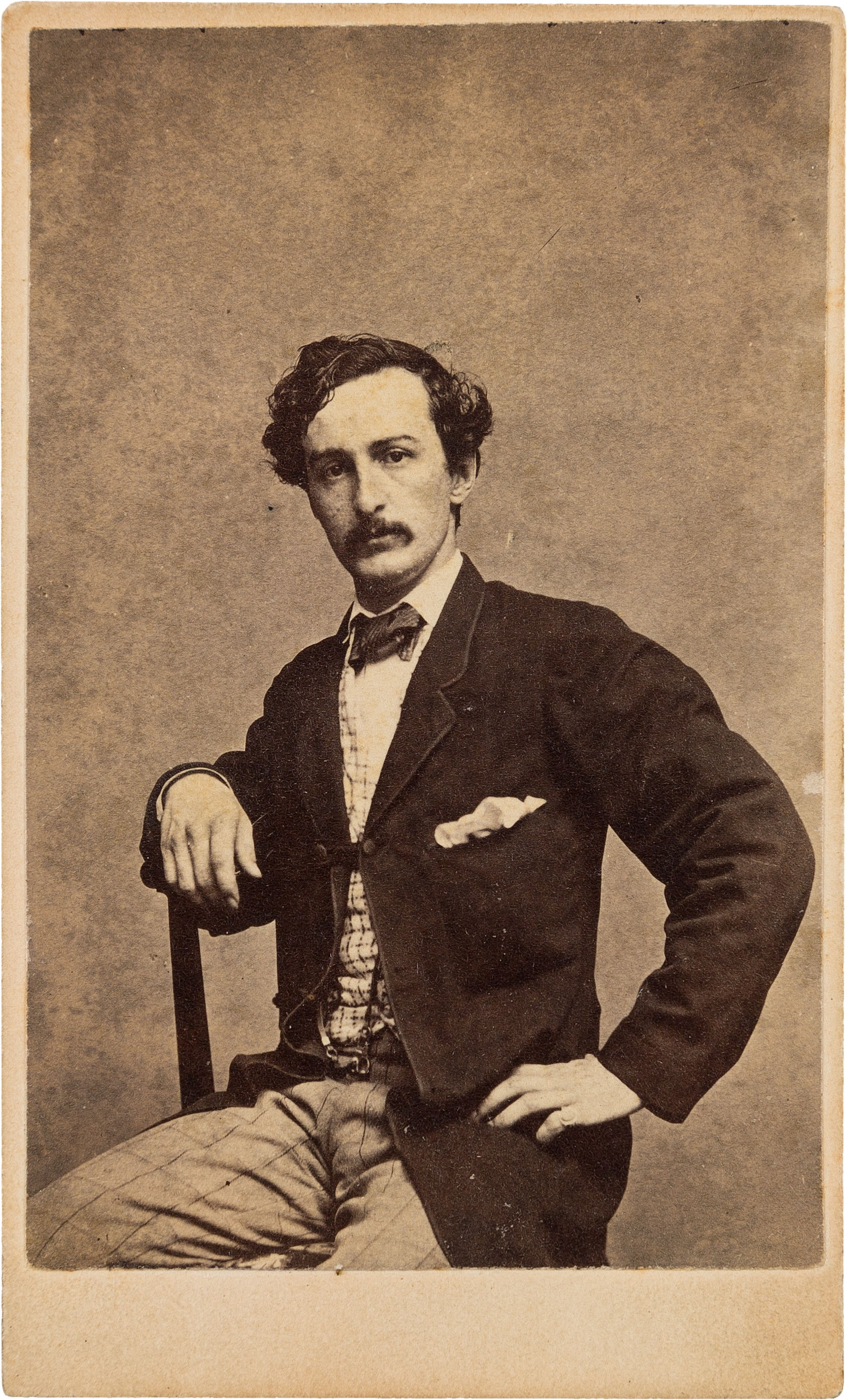
Um Carte de visite de John Wilkes Booth.

Alguns críticos chamaram Booth "o homem mais bonito da América" e um "gênio natural", e observaram que ele tinha uma "memória surpreendente"; enquanto outros tinham opinião diversa ao avaliar a qualidade de sua atuação. Ele tinha 1,73 m de altura, tinha cabelos negros, era magro e atlético. O correspondente George Alfred Townsend, que cobriu a Guerra Civil, descreveu-o como "musculoso, um homem perfeito", com "cabelos encaracolados, como um capitel coríntio".
Suas performances no palco foram muitas vezes descritas por seus contemporâneos como acrobáticas e intensamente físicas, com seus pulos e gestos apaixonados. Embora fosse um excelente espadachim, um colega ator lembrou que, certa vez, Booth, cortou-se com sua própria espada.
O historiador Benjamin Platt Thomas escreveu que Booth "ganhou celebridade com o público de teatro por seu ar romântico", mas era "muito impaciente para estudar com afinco" e seu "talento brilhante fracassou em pleno desenvolvimento". Segundo o escritor Gene Smith, a atuação de Booth podia não ser tão meticulosa quanto a de seu irmão Edwin, mas sua extraordinária beleza encantava as mulheres.

### Década de 1860
Após encerrar a temporada teatral de 1859-1860 em Richmond, Booth embarcou em sua primeira turnê nacional como ator principal. Ele contratou um advogado da Filadélfia, Matthew Canning, para servir como seu agente. Em meados de 1860, ele apresentou-se em cidades como Nova Iorque, Boston, Chicago, Cleveland, St. Louis, Columbus, Montgomery e Nova Orleans. O poeta e jornalista Walt Whitman disse sobre a forma de Booth atuar que "ele tem flashes, passagens, penso que de real genialidade." O crítico de teatro do "Philadelphia Press" disse: "Sem ter a cultura e a graça de Edwin [seu irmão], o Sr. Booth tem muito mais ação, mais vida, e, estamos inclinados a pensar, mais gênio natural."
Em 1861, uma atriz chamada Henrietta Irving, armada com uma faca, desfere um corte no seu rosto aparentemente porque Booth não tinha cedido aos seus avanços.
Em 1863, juntamente com os companheiros de teatro John Ellster, Thomas Mears e George Pauncell, estabelece uma companhia de petróleo a qual chama de Dramatic Oil Company.
Contudo, um ano depois entrega a sua parte na companhia aos cuidados de seu irmão Junius e outro amigo, deixa o trabalho no teatro e inicia uma série de planos para retirar o então presidente Abraham Lincoln do poder, juntando-se assim a partidos que têm os mesmos interesses.
Cinco dias após o General Lee se render, Booth assassina o presidente Lincoln no Teatro Ford.
Há muitas coincidências entre John W. Booth e Lee Harvey Oswald, assassino do presidente John F. Kennedy.

## Morte

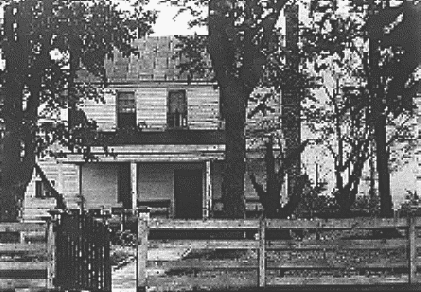
Varanda da casa da fazenda Garrett, onde Booth morreu em 1865.

O tenente-coronel, Everton Conger, rastreou William S. Jett — ex-soldado da 9.ª Cavalaria da Virgínia — e o interrogou, descobrindo a localização de Booth na fazenda de Richard H. Garrett, localizada 3 km ao sul de Port Royal. Antes do amanhecer de 26 de abril, os soldados alcançaram os fugitivos que estavam escondidos no celeiro de tabaco de Garrett. David Herold se rendeu, mas Booth recusou a exigência de Conger de se render, dizendo: "Prefiro sair e lutar". Os soldados então atearam fogo no celeiro. Enquanto Booth movia-se dentro do celeiro em chamas, o sargento Boston Corbett atirou nele. De acordo com o relato posterior de Corbett, ele atirou em Booth porque o fugitivo "levantou sua pistola para atirar" neles. O relatório de Conger para Stanton afirmou que Corbett atirou em Booth "sem ordem, pretexto ou desculpa" e recomendou que Corbett fosse punido por desobedecer às ordens de capturar Booth vivo. Booth, mortalmente ferido no pescoço, foi arrastado do celeiro para a varanda da casa de Garrett, onde morreu três horas depois, aos 26 anos. A bala perfurou três vértebras e cortou parcialmente sua medula espinhal, paralisando-o. Booth estava exatamente a duas semanas de seu 27.º aniversário. Em seus momentos de morte, teria sussurrado: "Diga à minha mãe que morri pelo meu país". Pedindo que suas mãos fossem levantadas até o rosto para que ele pudesse vê-las, Booth proferiu suas últimas palavras, "Inútil, inútil", e ao amanhecer ele morreu de asfixia em consequência de seus ferimentos. Nos bolsos de Booth foram encontrados uma bússola, uma vela, fotos de cinco mulheres — as atrizes Alice Grey, Helen Western, Effie Germon, Fannie Brown e a noiva de Booth, Lucy Hale — e seu diário, onde escreveu sobre a morte de Lincoln: "Nosso país devia todos os seus problemas a ele, e Deus simplesmente me fez o instrumento de sua punição".

"Sei quão tolo serei considerado por empreender um passo como este, onde, de um lado, tenho muitos amigos e tudo para me fazer feliz... desistir de tudo... parece insano; mas Deus é meu juiz. Amo a justiça mais do que um país que a renega, mais do que fama ou riqueza." 

Booth.
Pouco depois da morte de Booth, seu irmão Edwin escreveu para sua irmã Asia: "Não pense mais nele como seu irmão; ele está morto para nós agora, como em breve deve estar para todo o mundo, mas imagine o garoto que você amava naquela melhor parte de seu espírito, em outro mundo." Asia também tinha em sua posse uma carta lacrada que Booth lhe dera em janeiro de 1865 para guarda, apenas para ser aberta após sua morte. A carta de Booth foi apreendida por tropas federais, junto com outros papéis da família na casa de Asia, e publicada pelo The New York Times enquanto a caçada ainda estava em andamento. Ela explicava suas razões para conspirar contra Lincoln. Nela, ele denunciou a política de guerra de Lincoln como uma de "aniquilação total":

"Eu sempre considerei que o Sul estava certo. A própria nomeação de Abraham Lincoln, quatro anos antes, falava claramente de guerra aos direitos e instituições do Sul. ...E olhando para a escravidão africana do mesmo ponto de vista defendido pelos nobres criadores da nossa constituição, eu, por exemplo, sempre a considerei uma das maiores bênçãos (tanto para eles quanto para nós) que Deus já concedeu a uma nação favorecida. ...Eu também estudei muito para descobrir com base em quais fundamentos o direito de um Estado de se separar foi negado, quando nosso próprio nome, Estados Unidos, e a Declaração de Independência, ambos preveem a secessão."